# Малятинці
Малятинці — село в Україні, у Ставчанській сільській громаді Чернівецького району Чернівецької області.

## Історія
Перша згадка про село є дарча грамота господаря Молдавії воєводи Стефана, сина Богдана Сліпого, внука Стефана Великого. Датується вона 07.01.1520 р. Оригінал цього документа разом з іншими грамотами постійно зберігався в домашньому архіві поміщика Степана Багніцького, який проживав у селі Малятинці, але подальша його доля невідома.

## Населення
Національний склад населення за даними перепису 1930 року у Румунії:
| Національність | Кількість осіб | Відсоток |
| -------------- | -------------- | -------- |
| українці       | 1241           | 94,52 %  |
| євреї          | 33             | 2,51 %   |
| поляки         | 30             | 2,28 %   |
| німці          | 6              | 0,46 %   |
| румуни         | 3              | 0,23 %   |

Мовний склад населення за даними перепису 1930 року:
| Мова       | Кількість осіб | Відсоток |
| ---------- | -------------- | -------- |
| українська | 1241           | 94,52 %  |
| їдиш       | 33             | 2,51 %   |
| польська   | 30             | 2,28 %   |
| німецька   | 6              | 0,46 %   |
| румунська  | 3              | 0,23 %   |

## Відомі особистості
- Кушнірик Іван Григорович (1924—2011). Член національної спілки письменників України з 1965 року, був делегатом V, VI, Х з'їздів письменників України, лауреат премії імені Віктора Зубара 1999 року.
- Власійчук Дмитро Іванович 1937 р. Художник, член Спілки народних майстрів України, педагог. Мав персональні виставки в Києві, Каневі, Вінниці, його картинами милуються в Америці, Чехії, Словаччині, Польщі, Румунії. Нині проживає в м. Хмільнику Вінницької області, має своїх учнів.
- Стефан Шиманович (1906—1984). Поет-самоук, художник, фотограф, працював бібліотекарем. Походив з польської родини. За любов до України його впродовж життя переслідували румунська сигуранца і радянські органи безпеки. Малював ікони та корогви.

## Галерея

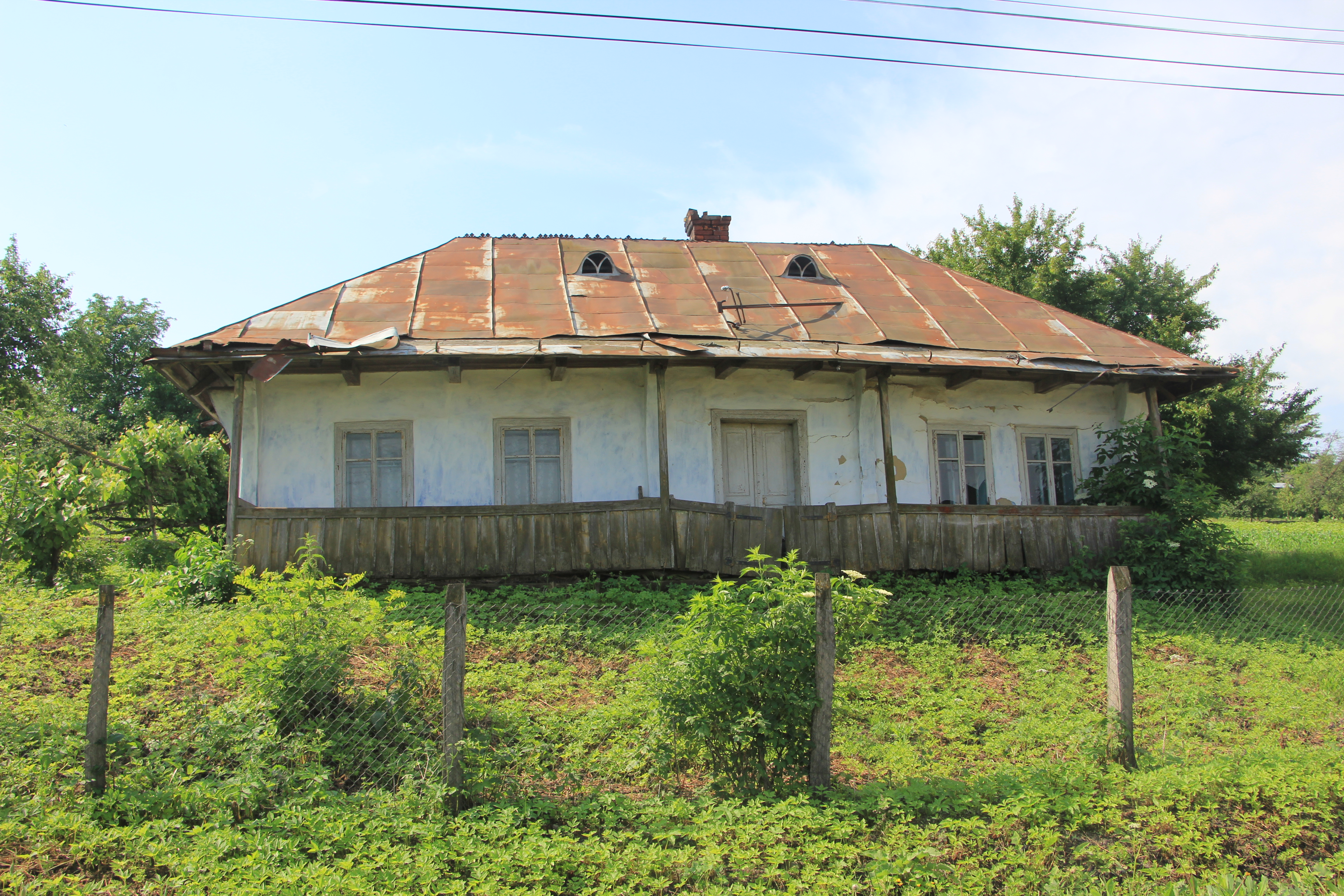
Село Малятинці, стара хата
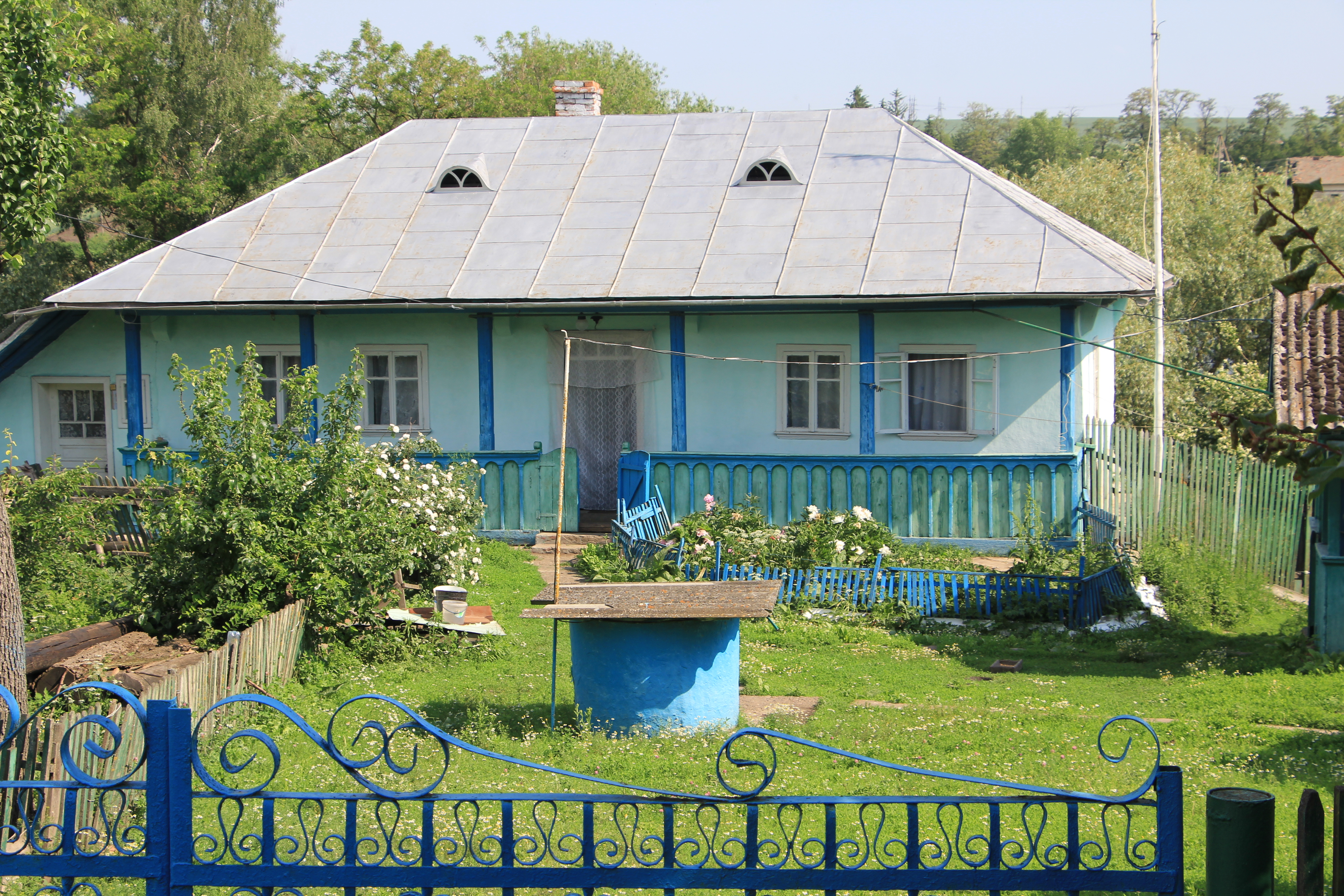
Село Малятинці, стара хата
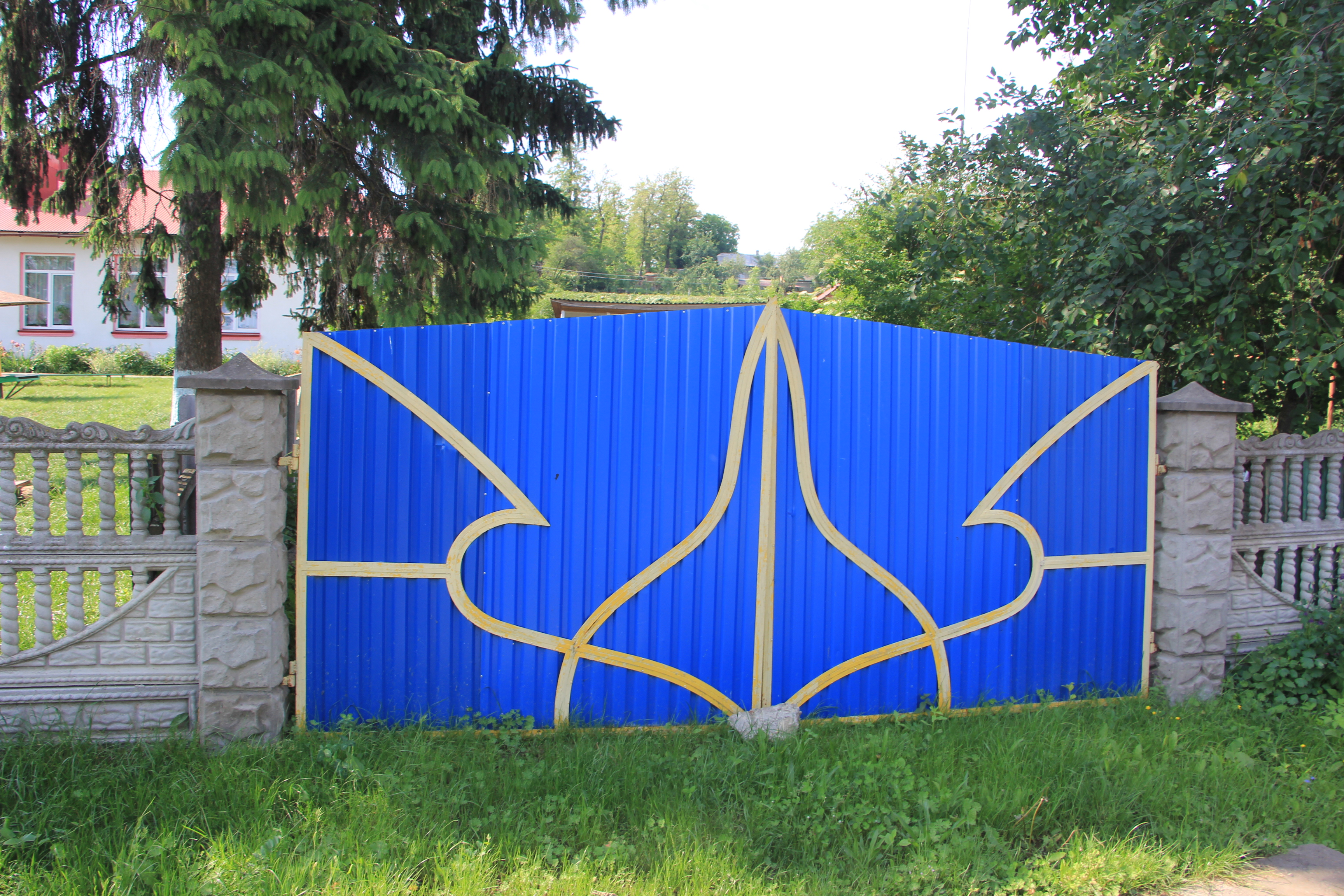
Село Малятинці, брама
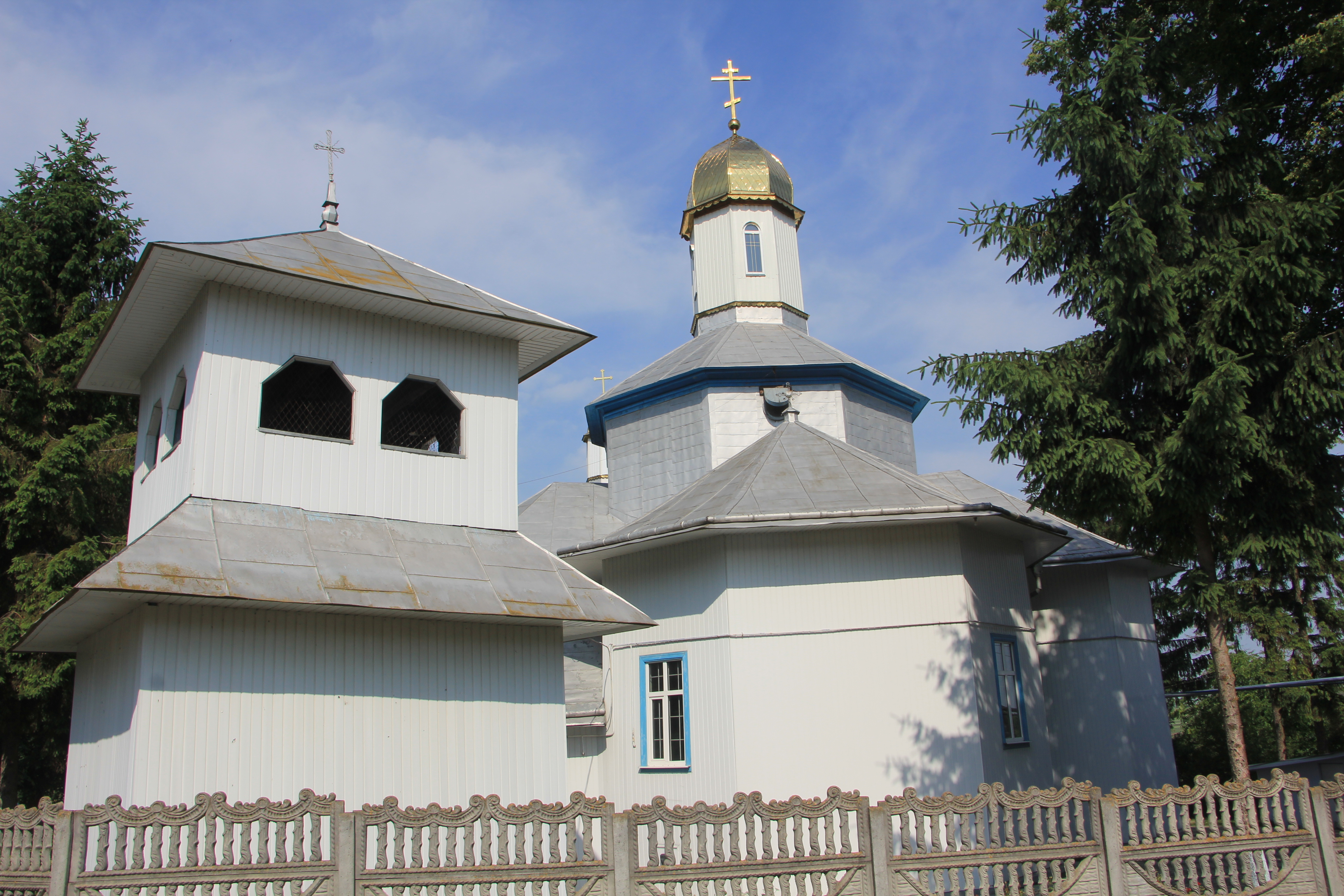
Церква УПЦ МП Св. Миколи 1868 с. Малятинці
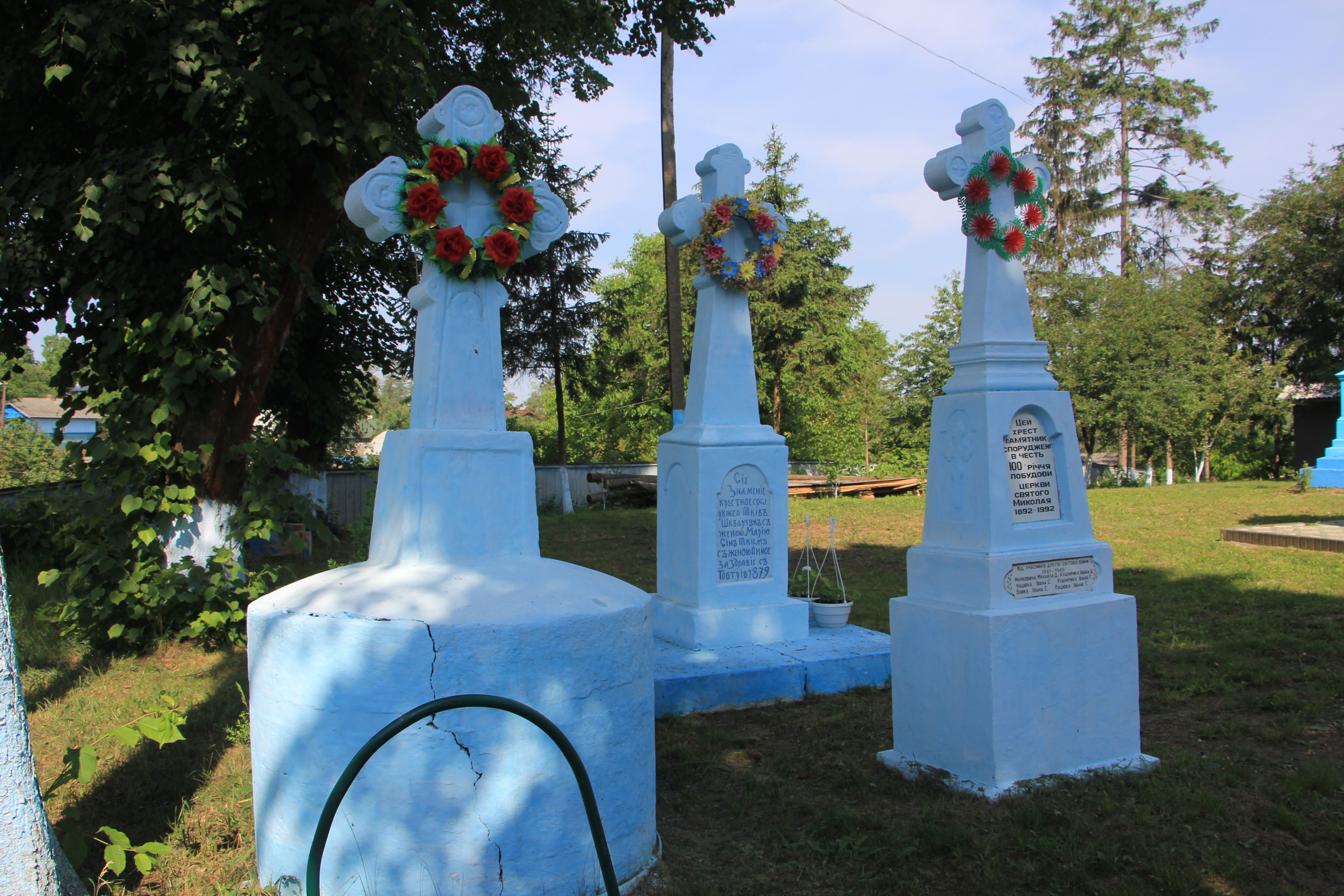
Церква УПЦ МП Св. Миколи 1868 с. Малятинці
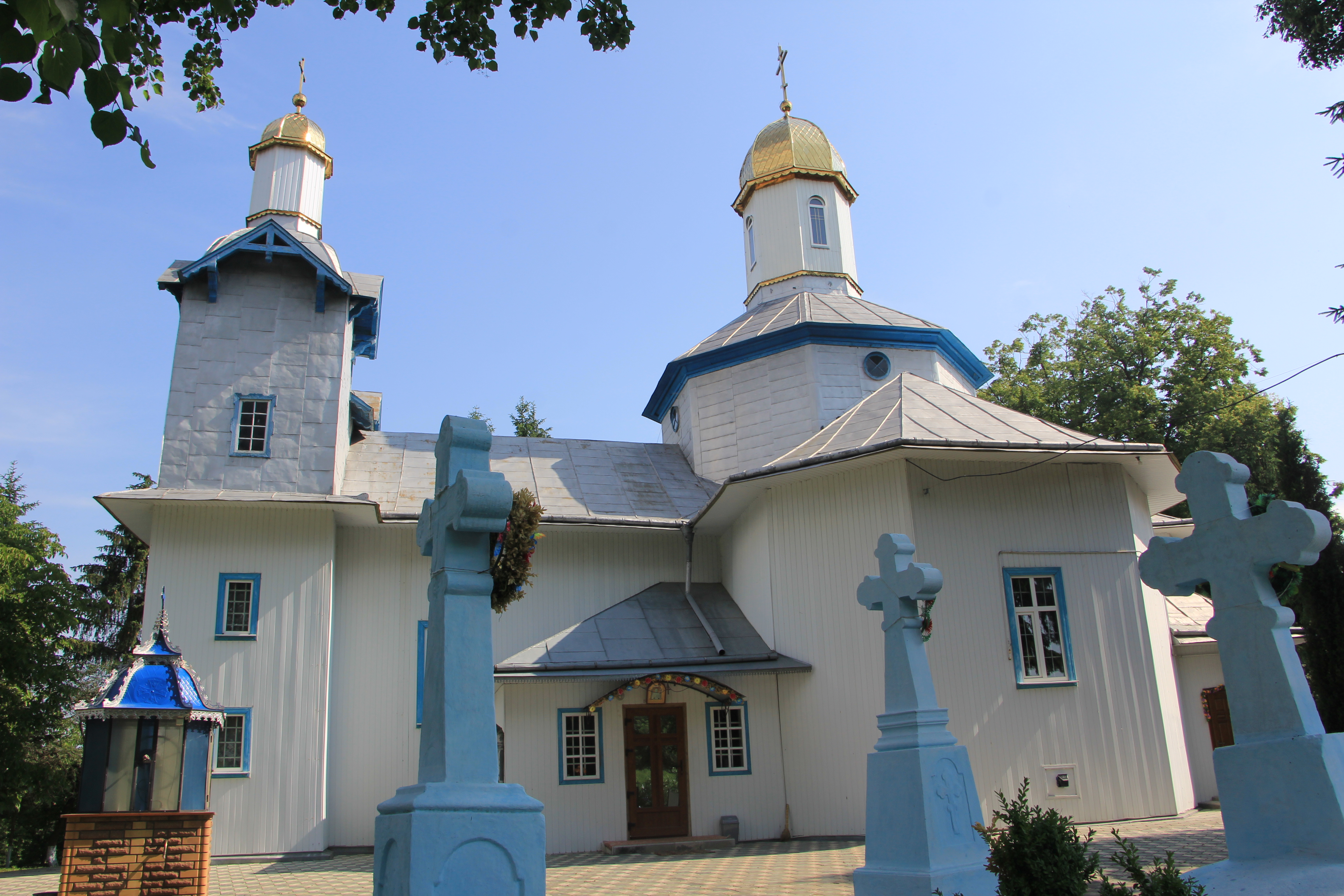
Церква УПЦ МП Св. Миколи 1868 с. Малятинці
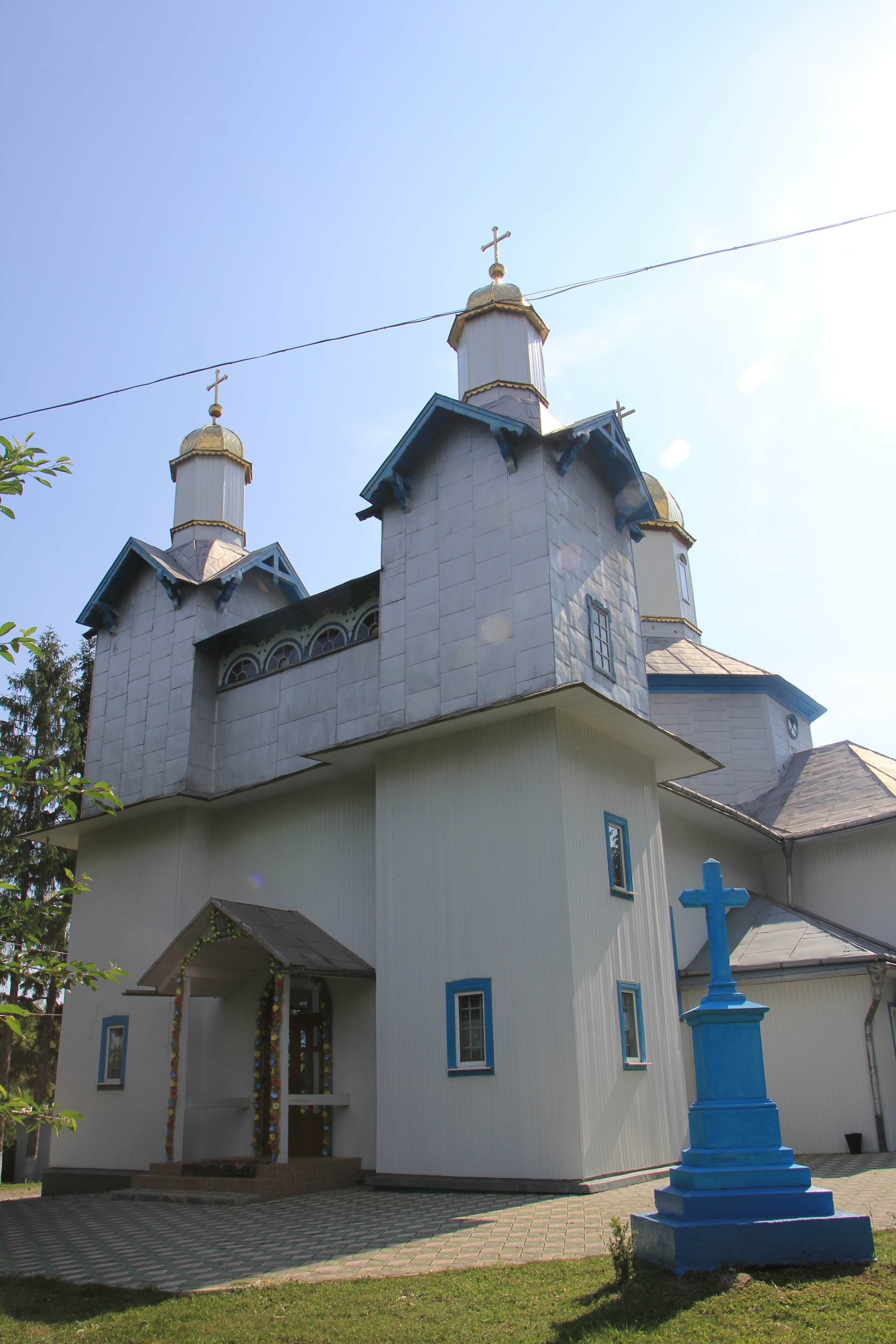
Церква УПЦ МП Св. Миколи  1868 с. Малятинці
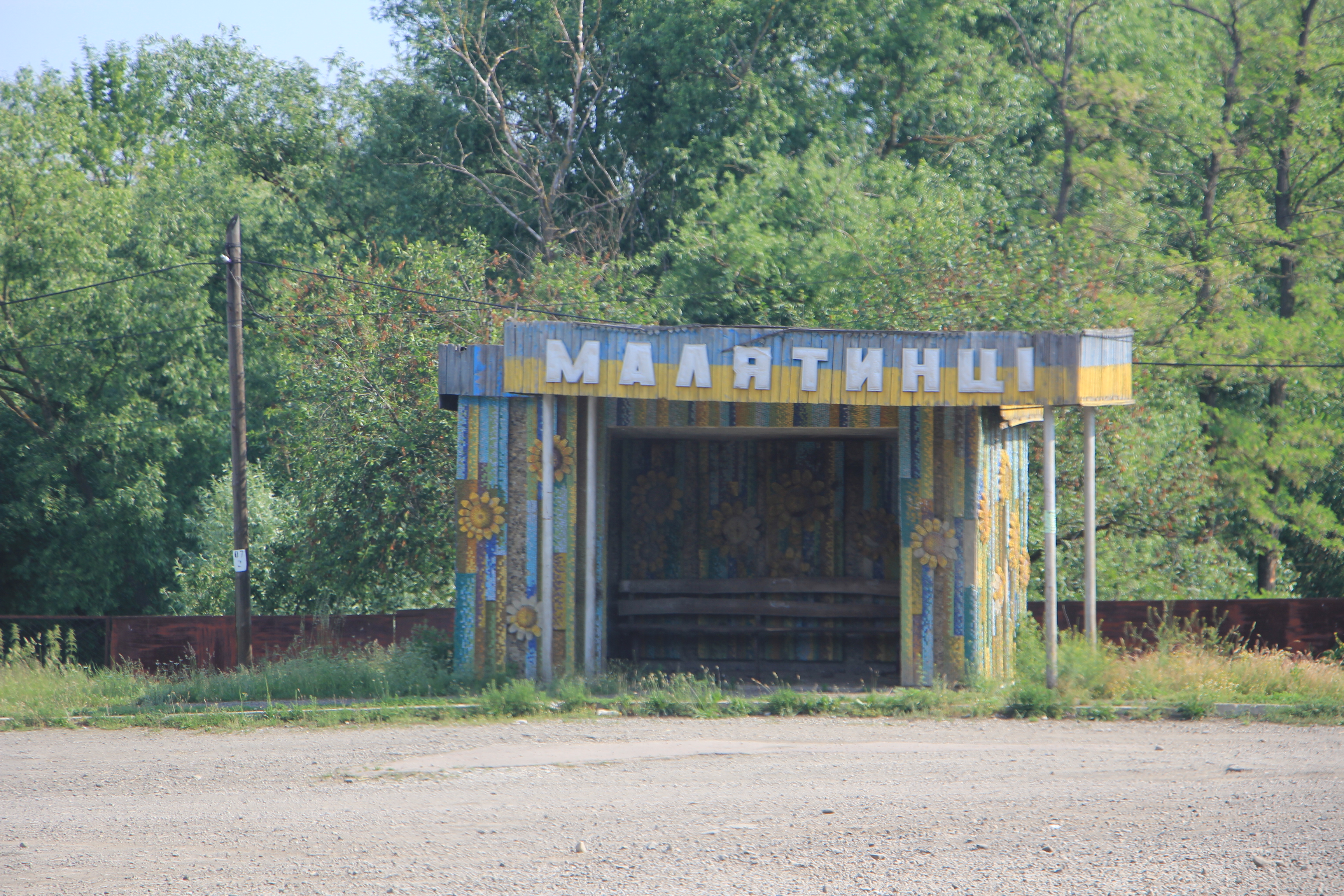
Автобусна зупинка, с. Малятинці